# Ceriomydas fraudulentus
Ceriomydas fraudulentus är en tvåvingeart som beskrevs av Samuel Wendell Williston  1898. Ceriomydas fraudulentus ingår i släktet Ceriomydas och familjen Mydidae. Inga underarter finns listade i Catalogue of Life.